# کوه ختابان
کوه ختابون نام یکی از کوه‌های استان فارس در شهرستان بوانات می‌باشد.

## جغرافیا
این کوه در ۶ کیلومتری جنوب و جنوب باختری بوانات قرار گرفته و ۳۳۶۲ متر ارتفاع دارد. این کوه در دو قسمت ختابان خاوری و ختابان باختری قرار دارد و رودخانه‌های سرمیدان و بوانات از این کوه سرچشمه می‌گیرند.